# 安寿姫塚
安寿姫塚（あんじゅひめづか）は、森鷗外の｢山椒大夫」で有名な安寿姫の墓地。京都府舞鶴市の西舞鶴市街地の西側にある建部山のふもとに位置する。
太夫の家を逃れた安寿姫は、京へ上がろうとする途中、中山（現在の舞鶴市加佐地区）から下東へ出る坂で、疲労と空腹に堪え切れず最期を遂げたもので、地元の人々に手厚く葬られたとされている。
安寿姫の命日である7月14日前後の土曜日に安寿姫塚夜祭、近年は併せてキャンドルイルミネーションも行われていたが、コロナ禍の影響で2020年からは公開された催しはなくなり、地元関係者のみで慰霊が行われている。

## アクセス
- 京都丹後鉄道宮舞線 東雲駅徒歩約30分。
- JR西日本 舞鶴線 西舞鶴駅よりタクシーで約15分。
- 舞鶴若狭自動車道 舞鶴西インターチェンジより約13km。
- 京都縦貫自動車道 舞鶴大江インターチェンジから約10km。

## 施設概要
駐車場
無料駐車場あり。

## 周辺の名所・文化施設
- 神崎海水浴場
- 由良川
- 大庄屋上野家
- 道の駅舞鶴港とれとれセンター
- 五老スカイタワー
- 赤れんが博物館
- 舞鶴市政記念館（12棟の煉瓦倉庫群）
- 舞鶴引揚記念館